# Étienne de La Boétie

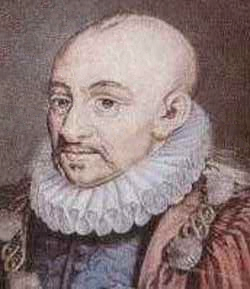
Étienne de La Boétie.

Étienne de La Boétie /labɔesi/ eller /|labwa'ti/, född 1 november 1530, död 18 augusti 1563,
var en fransk humanistisk författare, känd för sin Discours de la servitude volontaire (Avhandling om frivillig träldom). Han var nära vän till Michel de Montaigne, som uttalar sig uppskattande om honom i sina Essayer.

## Liv
Étienne de La Boétie växte upp i en ämbetsmannafamilj i en upplyst och kultiverad borgerlig miljö i Sarlat, Périgod. Föga är känt om hans barndom, utbildning eller studier. Han påbörjade studier vid universitetet i Orléans och skrev sitt första och mest kända verk, Discours de la servitude volontaire (Avhandling om frivillig träldom) eller Contr'un (Mot en/välde/). Denna korta undersökning av tyranniets natur överraskar med sin bildning och sitt djup, då det är skrivet av en yngling på knappt 18 år. 
Montaigne fick kännedom om manuskriptet och uppsökte författaren. Ur denna bekantskap föddes en livslång vänskap.
La Boétie fick sin juristgrad 1553 och upphöjdes snabbt till medlem i parlamentet i Bordeaux två år före minimiåldern. Där gjorde han en uppmärksammad karriär ända till sin förtida död 1563. 
Förutom översättningar av Xenofon och Plutarkos utmärkte han sig som poet och hade nära relationer med medlemmarna av Plejaden.

## Om frivillig träldom
Huvudartikel: Avhandling om frivillig träldom

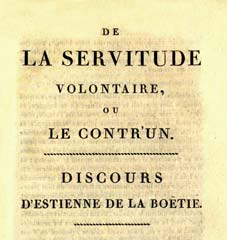
Discours de la servitude volontaire.

När Étienne de La Boétie skrev denna text var han en juridikstudent vid 18 års ålder vid universitetet i Orléans, som förberedde sig för en ämbetsmannakarriär. 
Troligen påverkad av brutaliteten vid nedtryckandet av ett uppror i Guyenne 1548 uttrycker han upprördheten hos den bildade eliten inför absolutismens realitet.
Avhandlingen är ett ifrågasättande av de styrandes legitimitet. På vilket sätt en tyrann än kommer till makten (genom val, våld eller arv), är det aldrig dennes goda styre som förklarar att han härskar och det faktum att  detta fortfar.
La Boétie vinnlägger sig om att visa att små medgivanden och kompromisser får en att underkasta sig själv som vore det ett frivilligt val redan från första början. Den fråga han ställer läsaren rör politikens innersta väsen: varför lyder man? Han framlägger mekanismerna för maktuppbyggandet och lydnaden. Han kommer fram till att en människa inte kan förslava ett folk om inte detta först förslavar sig självt genom ett slags lappverk av härskande-underkastelse.  
Även om våldet är ett utmärkande drag, räcker detta inte enbart för att definiera Staten. Det är på grund av den legitimitet samhället ger som brotten begås. Det skulle räcka med att människan inte längre skulle vilja vara träl för att bli fri: ”Var fast beslutna att inte längre träla och ni blir med ens fria”. I detta avseende försöker La Boétie att förstå varför människan förlorat önskan om att återfå sin frihet. Avhandlingen har som mål att förklara denna frivilliga underkastelse.

### Citat
- ”Det finns tre sorters tyranner. Vissa styr efter att ha valts av folket, andra med vapenmakt, åter andra genom succession inom ätten.”
- ”Var alltså beslutna att inte längre träla och ni blir fria.
- ”På samma sätt med tyrannerna: ju mer de plundrar, ju mer de kräver, ju mer de river ner och förstör, ju mer ger man åt dem, ju mer man trälar för dem, ju mycket mer förstärker de sig och blir hela tiden starkare och mer på hugget att förinta och förstöra allt; och om man inte ger dem något, om man inte ett dugg lyder dem, utan att ta till strid, utan att slåss, blir de nakna och ur spel och är inte längre någonting. Precis som roten då den inte längre får vätska eller näring, blir grenen torr och död.”
- Följande flitigt åberopade citat verkar inte finnas i avhandlingens text. Man har nämligen inte kunnat finna det i någon av de viktigare utgåvorna: ”Tyrannerna är inte stora annat än därför vi ligger på knä.”

## Inflytande
På 1900-talet började många europeiska anarkister nämna La Boétie som en inspirationskälla, däribland Gustav Landauer, Bart de Ligt och Simone Weil. Pierre Clastres, en antropolog som studerat samhällen utan statsmakt, har inspirerat alla som förvånas över att ”på samhällets våg väger grammet mer än kilot”. Senare har Wilhelm Reich, Gilles Deleuze och Félix Guattari gjort den frivilliga träldomen till den centrala gåtan inom den politiska filosofin, särskilt i Anti-oidipus. Också den autonomistiske marxisten John Holloway citerar La Boétie i sin bok  Crack Capitalism  för att förklara sin idé om att ”bryta med kapitalismen”. Gene Sharp, den ledande teoretikern om ickevåldskamp, citerar flitigt La Boétie. 

## Utgåvor
- Œuvres complètes, William Blake & Co., 1991. ISBN 978-2-905810-60-1
  - Mémoire touchant l'Édit de janvier 1562.
- Discours de la servitude volontaire, Paris, Mille et Une Nuits, 1997. ISBN 978-2-910233-94-5
- Discours de la servitude volontaire, Paris, Flammarion, 1993. ISBN 978-2-08-070394-1
- Discours de la Servitude volontaire, Paris, Payot, coll. "Petite bibliothèque", 2002. (deux versions du texte + études complémentaires (Abensour, Clastres, Lefort...). ISBN 978-2-228-89669-6
- The Politics of Obedience: The Discourse of Voluntary Servitude, translated by Harry Kurz and with an introduction by Murray Rothbard, Montréal/New York/London: Black Rose Books, 1997. ISBN 1-55164-089-9
- The Politics of Obedience: The Discourse of Voluntary Servitude, translated by Harry Kurz and with an introduction by Murray Rothbard, Free Life Editions, 1975. ISBN 0-914156-11-X